# Peperomia gehrigeri
Peperomia gehrigeri är en pepparväxtart som beskrevs av Trel. & Yunck.. Peperomia gehrigeri ingår i släktet peperomior, och familjen pepparväxter. Inga underarter finns listade i Catalogue of Life.